# 小行星6020
小行星6020（英語：6020 Miyamoto）是一颗围绕太阳公转的小行星。1991年9月30日，圓舘金、渡邊和郎在北见发现了此天体。
这颗小行星的绝对星等为290.97116等。